# Champs-sur-Marne
Champs-sur-Marne település Franciaországban, Seine-et-Marne megyében. Lakosainak száma 26 661 fő (2022. január 1.). Champs-sur-Marne Chelles, Émerainville, Noisiel, Gournay-sur-Marne és Noisy-le-Grand községekkel határos.

## Népesség
A település népességének változása:
| Lakosok száma | 25 052 | 24 963 | 25 041 | 25 610 | 25 654 | 25 230 | 25 695 | 26 661 |
|               | 2015   | 2016   | 2017   | 2018   | 2019   | 2020   | 2021   | 2022   |